# Parco nazionale Hwange
Il parco nazionale Hwange è una riserva dello Zimbabwe, situata al confine con il Botswana, nell'angolo occidentale del paese.
Il parco ricade all'interno dell'Area di conservazione transfrontaliera Okavango-Zambesi.

## Storia
Precedentemente territorio di caccia del capo supremo del popolo Ndebele, il parco nasce come riserva di caccia nel 1928, diventando parco nazionale dal 1949. In seguito furono costruite numerose pozze artificiali, stravolgendone in parte il paesaggio, ma incrementandone anche lo sviluppo turistico soprattutto nel lato nord, dove si trovano i principali campi. Il resto dello Hwange è rimasto invece intatto.

## Territorio
Il parco, che si estende per una pianura di quasi 15.000 km², un territorio arido che comprende una vasta parte delle sabbie del Kalahari e zone boscose ricche di teak, vanta la più alta concentrazione di grandi animali di tutta l'Africa e forse del mondo, sebbene la diversità sia inferiore rispetto al parco Kruger in Sudafrica. Gran parte dello Hwange è chiuso al turismo; i visitatori si raggruppano tutti nel nord del parco, dove vi sono i campi Main Camp, Sinamatella e Camp Robin; adibita all'osservazione è l'area del Little Makalolo.

## Fauna
Nel parco vivono 30.000 elefanti, 15.000 bufali, giraffe, zebre, diverse  specie di antilopi. Sono stati reintrodotti anche i rinoceronti, sia bianchi che neri. I predatori più diffusi sono leoni, leopardi e ghepardi, nonché iene, licaoni e serval. Inoltre vi vivono oltre 400 specie di uccelli.

### La morte di Cecil e Xanda
Nella notte del 2 luglio 2015, Walter Palmer, un dentista americano e cacciatore ricreativo, uccise il leone africano Cecil, un leone che divenne la principale attrazione del parco. Avendo commesso un atto grave, tuttavia Palmer non venne accusato di alcun crimine, avendo avuto il permesso di uccidere il leone come trofeo di caccia. L'uccisione della mascotte però provocò l'attenzione dei media a livello internazionale, l'indignazione degli ambientalisti, a tal punto che Walter venne criticato da politici e celebrità famose e insultato fortemente. Cinque mesi dopo la morte di Cecil, lo United States Fish and Wildlife Service ha aggiunto i leoni asiatici e i leoni dell'Africa occidentale nella lista delle specie animali più a rischio d'estinzione, rendendo più difficile per i cittadini statunitensi cacciare legalmente i leoni africani e non. Secondo Wayne Pacelle, allora presidente della Humane Society of the United States, Cecil aveva "cambiato l'atmosfera sulla questione della caccia ai trofei in tutto il mondo, aggiungendo anche:
«Penso che abbia dato meno spazio alle autorità di regolamentazione»
Due anni dopo la morte di Cecil, morì anche suo figlio Xanda, che incontrò un destino simile a quello del padre. A differenza di Cecil, l'uccisione di Xanda non venne definita illegale, sebbene abbia scatenato lo stesso indignazione fra gli ambientalisti.

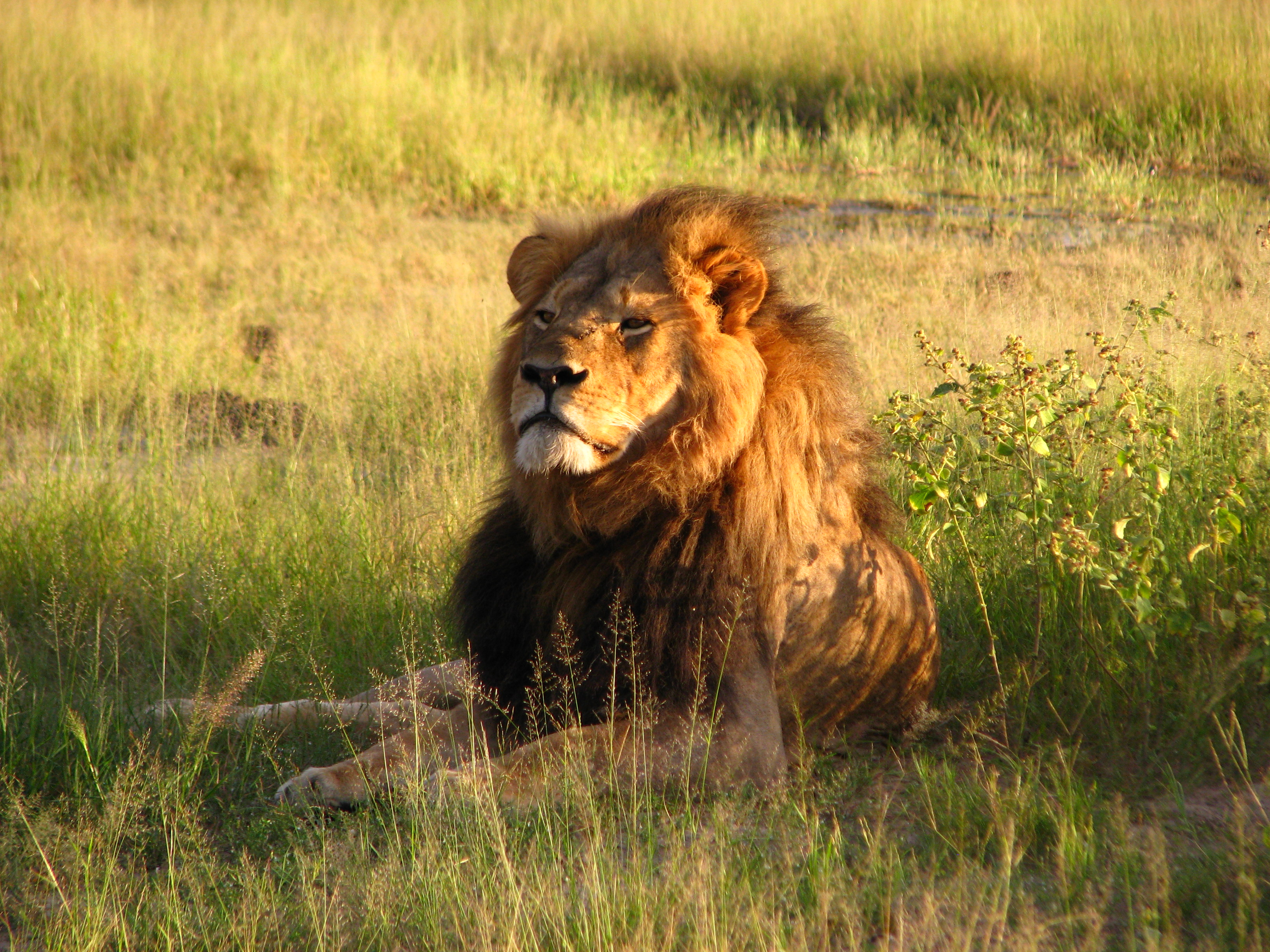
Cecil nel parco nazionale Hwange, nel 2010.